# Heteracris littoralis
Heteracris littoralis, conegut en català com a llagost de les dunes, és un ortòpter celífer de la família Acrididae.

## Distribució
Present al sud d'Europa, meitat nord d'Àfrica i Àsia. A Europa es troba a la costa de la península Ibèrica, sud de Grècia i a l'illa de Creta, mentre que a l'Àfrica ocupa Cap Verd, les illes Canàries i la franja nord. Finalment, a l'Àsia es troba a Xipre, sud de Turquia, el Llevant i fins al nord-est de l'Índia. A Catalunya es troba exclusivament en dunes litorals de la meitat sud.

## Descripció
Longitud del cos d'entre 25 i 50 mm. Destaca per presentar una taca fosca allargada des del cap fins al pronot i que s'estén a les tegmina. Els fèmurs posteriors presenten tres taques negres a la part interior, sense comptar els genolls, que també són foscos. La tíbia posterior presenta la base de color groc, la meitat exterior de color vermell, així com dues taques negres. Les tegmina són més llargues que l'abdomen tant en els mascles com en les femelles i tenen taques marrons sobre un fons clar.

## Hàbitat
Dunes litorals i zones properes.

## Fenologia
Els adults es poden trobar d'agost a novembre.

## Conservació
A Catalunya, es tracta d'un ortòpter amb una distribució molt reduïda, limitat a la franja costanera. Per aquest motiu, està inclòs al Catàleg de fauna salvatge autòctona amenaçada i de mesures de protecció i de conservació de la fauna salvatge autòctona protegida, en la categoria Vulnerable.